# Mons Dieter
Il Mons Dieter è una struttura geologica della superficie della Luna.